# Berg och dalbanan
Die Berg och dalbanan war eine Holzachterbahn in Gröna Lund (Stockholm, Schweden), die 1931 eröffnet wurde. Bevor sie in Gröna Lund eröffnete, befand sie sich im Jahre 1930 in Stockholm Exhibition. Im Jahre 1965 wurde sie geschlossen.
Später wurde an der Stelle die Achterbahn Radar (Modell Wildcat) errichtet.
Sie zählt zur Kategorie der Side-Friction-Achterbahnen, was bedeutet, dass sie keine Räder besitzt, die ein Abheben des Zuges verhindern würden.